# Rajd 1000 Miglia 2011
Rajd 1000 Miglia 2011 (35. Rally 1000 Miglia) – 35 edycja rajdu samochodowego Rajd 1000 Miglia rozgrywanego we Włoszech. Rozgrywany był od 14 do 16 kwietnia 2011 roku. Bazą rajdu była miejscowość Brescia. Była to pierwsza runda Rajdowych Mistrzostw Europy w roku 2011 oraz druga runda Rajdowych Mistrzostw Włoch. Składał się z 14 odcinków specjalnych.

## Klasyfikacja rajdu[2]
| Miejsce | Miejsce | Miejsce | Kierowca          | Pilot               | Samochód                       | Czas      | Strata  |
| Gen.    | Ita.    | ERC     | Kierowca          | Pilot               | Samochód                       | Czas      | Strata  |
| ------- | ------- | ------- | ----------------- | ------------------- | ------------------------------ | --------- | ------- |
| 1.      | 1.      |         | Paolo Andreucci   | Anna Andreussi      | Peugeot 207 S2000              | 2:56:43.9 | 0.0     |
| 2.      | 2.      | 1.      | Luca Rossetti     | Matteo Chiarcossi   | Fiat Abarth Grande Punto S2000 | 2:57:17.3 | +33.4   |
| 3.      |         | 2.      | Renato Travaglia  | Lorenzo Granai      | Škoda Fabia S2000              | 2:58:34.6 | +1:50.7 |
| 4.      | 3.      | 3.      | Alessandro Perico | Fabrizio Carrara    | Peugeot 207 S2000              | 2:58:57.1 | +2:13.2 |
| 5.      | 4.      | .       | Gianfranco Cunico | Rudy Pollet         | Peugeot 207 S2000              | 2:59:50.4 | +3:06.5 |
| 6.      |         | 4.      | Luca Betti        | Maurizio Barone     | Peugeot 207 S2000              | 3:00:45.4 | +4:01.5 |
| 7.      | 5.      |         | Elwis Chentre     | Angelo-Carlo Canova | Peugeot 207 S2000              | 3:01:22.8 | +4:38.9 |
| 8.      | 6.      |         | Alessio Pisi      | Fabio Cadore        | Peugeot 207 S2000              | 3:03:39.6 | +6:55.7 |
| 9.      |         | 5.      | Dimityr Iliew     | Yanaki Yanakiev     | Škoda Fabia S2000              | 3:04:35.3 | +7:51.4 |
| 10.     | 7.      |         | Simone Campedelli | Danilo Fappani      | Citroën DS3 R3T                | 3:04:36.5 | +7:52.6 |